# 1817 en Italie
Chronologie de l'Italie
- 1813
- 1814
- 1815
- 1816
- 1817
- 1818
- 1819
- 1820
- 1821

## Événements
- 17 juillet : concordat du royaume de Piémont, prévoyant la restauration des tribunaux ecclésiastiques[1].
- 24-25 juillet : échec du soulèvement carbonariste de Macerata, dans les Marches pontificales[2]. La police parvient à infiltrer la Charbonnerie en Italie.

## Culture

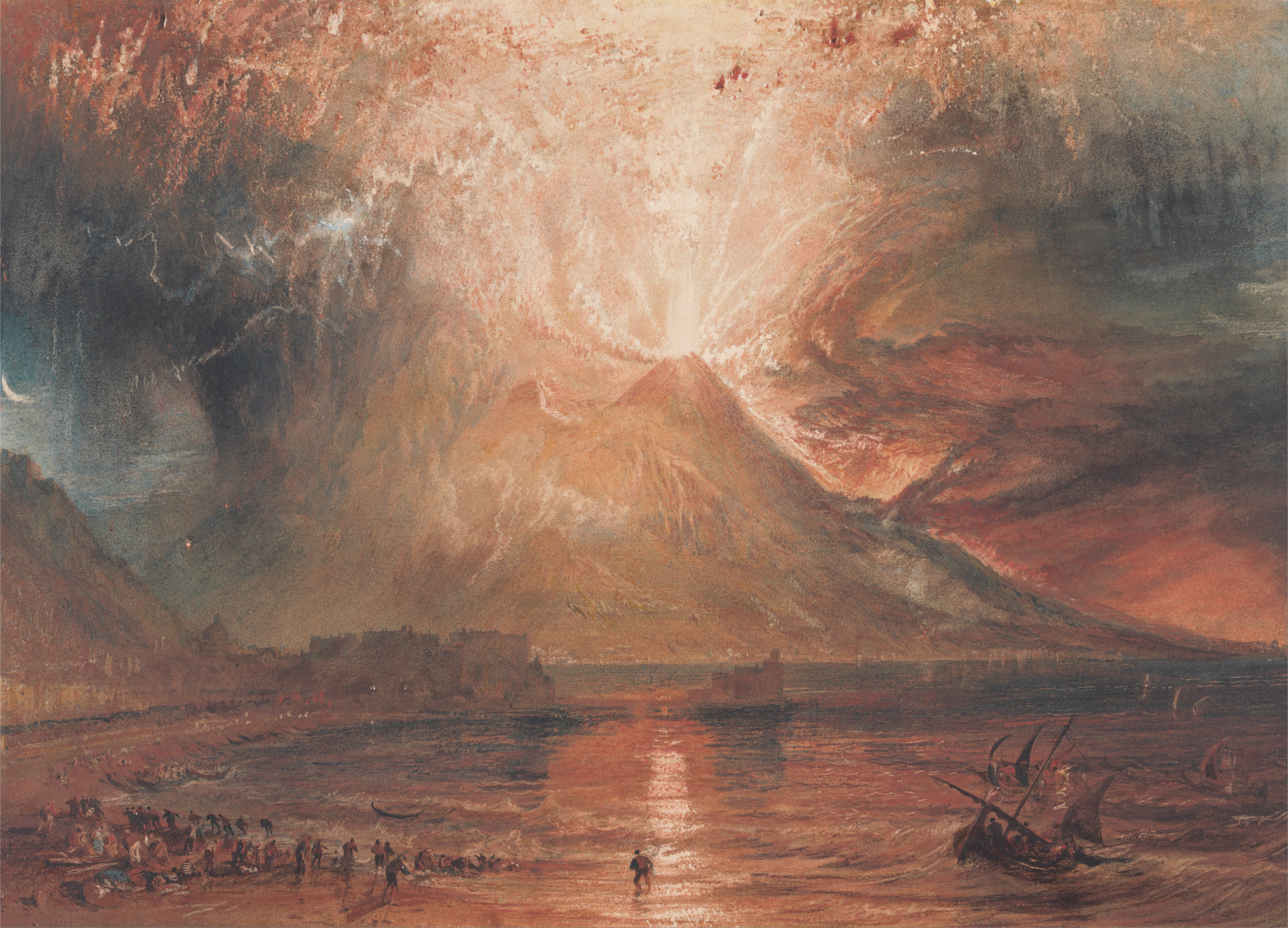
L'Éruption du Vésuve, aquarelle de William Turner peinte vers 1817.

### Opéras créés en 1817
- 23 janvier : création de Abradate e Dircea de Paolo Bonfichi (ca), au Teatro Regio de Turin.
- 25 janvier : création de La Cenerentola, dernier opéra-comique composé par Gioachino Rossini pour le public italien sur un livret est de Jacopo Ferretti, d'après le conte Cendrillon de Charles Perrault, au Teatro Valle de Rome.
- janvier : création de La donna di Bessarabia de Giuseppe Farinelli, au Teatro San Moisè de Venise[3].
- 7 avril : création de La gioventù di Cesare de Stefano Pavesi, au Teatro alla Scala de Milan.
- 31 mai : création de La gazza ladra (La Pie voleuse), premier opéra italien de Gioachino Rossini au Teatro alla Scala de Milan.
- 19 juillet : création de Romilda e Costanza, opéra de Giacomo Meyerbeer, au Teatro Nuovo de Padoue.
- 11 novembre : création de Armida, opéra de Gioachino Rossini au Teatro San Carlo de Naples.

## Naissances en 1817
- 17 février : Angiolo Tricca, peintre et dessinateur, connu pour ses caricatures et ses dessins humoristiques publiés dans les journaux satiriques, sous le pseudonyme de Tita. († 23 mars 1884).
- 2 avril : Teodulo Mabellini, compositeur, chef d'orchestre, musicologue, professeur de musique. († 10 mars 1897).
- 5 avril : Settimio Malvezzi, Chanteur lyrique (ténor). († 31 août 1889).
- 27 mai : Giuseppe Bardari (it), magistrat et écrivain italien, surtout connu pour avoir écrit le livret de l'opéra de Donizetti Maria Stuarda créé en 1834. († 22 septembre 1861)
- 15 juin : Enrico Pollastrini, peintre, professeur à l'Académie des beaux-arts de Florence, dont il est nommé directeur en 1867. († 12 janvier 1876).
- 26 octobre : Teresa De Giuli-Borsi, cantatrice (soprano). († 18 novembre 1877)
- 12 novembre : Carlo Pedrotti, compositeur et chef d'orchestre de la période romantique. († 16 octobre 1893)

- Salvatore Agnelli, compositeur. († 7 juillet 1873).
- Francesco Monachesi, peintre, connu pour ses portraits. († 1910).
- Raffaele Spanò, peintre, spécialiste des sujets religieux. († 1863).

## Décès en 1817
- 6 avril : Bonaventura Furlanetto, 78 ans, compositeur, maître de chapelle et professeur de composition (° 27 mai 1738)
- 22 avril : Francesco Carboni, 71 ans, linguiste, traducteur et écrivain. {° 12 mars 1746)
- 8 novembre : Andrea Appiani, 63 ans, peintre néoclassique. (° 31 mai 1754).
- 8 décembre : Carlo Labruzzi, 69 ans, peintre et graveur, connu pour ses portraits, ses scènes de genre, ses retables, et surtout pour ses paysages. (° 6 novembre 1748).